# Туфіт
Туфіт (рос. туффит, англ. tuffite; нім. Tuffit m) — вулканогенно-осадова гірська порода, яка складається з вулканогенного матеріалу, викинутого при виверженні вулкана (шлаків, попелу, пемзи, уламків порід) і змішаного з ним осадового матеріалу. Може містити обкатані уламки інтрузивних г.п., вміст пірокластичного матеріалу понад 50 %. У залежності від розміру частинок (г.ч. пірокластичних) розрізняють Т. псефітовий, псамітовий, алевритовий і пелітовий. Цемент може бути карбонатним або глинистим. Туфіт використовують як будівельний матеріал.